# Заповедники Абхазии
Заповедники Абхазии занимают около 10 % её территории. Они представляют собой огромную значимость, поскольку являются частью уникальной ботанико-географической провинции Колхида (область восточного Причерноморья от Туапсе до Трабзона), которая представляет собой убежище древней доледниковой флоры и стоит в одном ряду с такими мировыми рефугиумами (участками земной поверхности, где группа видов пережила неблагоприятный период геологического времени, в течение которого на больших пространствах эти формы жизни исчезали) флор умеренных широт, как Калифорния, Аппалачи, Уссурийский край.
В Абхазии произрастают более 100 эндемичных растений, встречающихся только на территории Абхазии.

## Пицунда-Мюссерский заповедник
Заповедник располагается в приморской части северо-западной Абхазии. Он занимает часть Пицундского полуострова, и на склонах окружающей его Мюссерской возвышенности. Это единственный заповедник Абхазии, находящийся в прибрежной зоне.
Площадь заповедника составляет 3,761 тыс. га. Заповедник создан в 1885 году.
Климат на территории заповедника тёплый, влажный, субтропического типа. Среднегодовая температура воздуха равна +14,9 °C, средне-январская +5 °C, абсолютный минимум −13 °C. Самый теплый месяц — август со средней температурой +24 °C и абсолютным максимумом +39 °C. Среднегодовое количество осадков — 1400 мм. Влажность воздуха от 60 % до 90 %.

### Флора
На территории заповедника произрастает более 800 видов растений, среди которой много колхидских эндемичных и реликтовых, а 20 из которых были занесены в Красную книгу.
В заповеднике охраняются:
- реликтовые пицундские сосны
- колхидский самшит
- земляничное дерево (эндемик на территории бывшего СССР)
- иберийский дуб
- крылоплодная лапина
- древовидный вереск (эндемик на территории бывшего СССР)

Перечисленные растения являются преобладающими в фитоценозах.
Из травянистых следует отметить:
- кавказский морозник
- иглица колхидская
- королевский папоротник
- подладанник красный (эндемик на территории бывшего СССР)

## Рицинский реликтовый национальный парк
Рицинский реликтовый национальный парк 43°28′23″ с. ш. 40°35′28″ в. д. располагается в горной части Абхазии — на южном склоне Главного Кавказского хребта в пределах от реки Геги до реки Пщица. Он был основан в 1996 году на базе Рицинского заповедника, созданного в 1930 г.
Площадь заповедника составляет 39 тыс. га. Сильная дифференциализация рельефа от 100 м до 3,256 тыс. м над уровнем моря (гора Агепста) создают богатый спектр экологических условий для произрастания многих растений и обитания животных.
Климат заповедника очень разнообразен (благодаря высотной поясности), от умерено-теплого в нижней части до холодного в верхней части. Температура самого холодного месяца февраля −1 °C, абсолютный минимум температуры в высокогорье −30 °C. Средняя температура воздуха в августе +19 °C, абсолютный максимум +32 °C, температура воды в озере Рица летом доходит в верхнем слое до +22 °C, а зимой в редкие годы озеро покрывается тонкой коркой льда. Среднегодовое количество осадков на Рице доходит до 1650 мм. В Ауадхарской долине высота снежного покрова достигает 5—6 м. В некоторых местах высокогорья снежники не успевают растаять за лето.
Высокогорный рельеф и обильные атмосферные осадки помогли созданию благоприятных условий для образования множества озер, рек и водопадов. Особой гордостью национальной парка является озеро Большая Рица. Но и другие озера конкурируют с ним своеобразной красотой — это Малая Рица, Голубое озеро, и несколько ледниковых озер в высокогорье. Самым крупным из водопадов является Гегский, ниспадающий белым пятидесятипятиметровым занавесом со стены Гегского каньона.
Также здесь располагается Юпшарский каньон (Каменный мешок). Самое узкое место - 20 метров от стены до стены. Рядом находится водопад Девичьи слёзы (из каменной глыбы каплями сочится вода).

### Флора
Растительность Рицинского парка очень богата. Здесь представлены и широколиственные, колхидские и смешанные буково-пихтовые леса, и субальпийское криволесье и высокотравье и альпийские ковры с богатым разноцветьем.

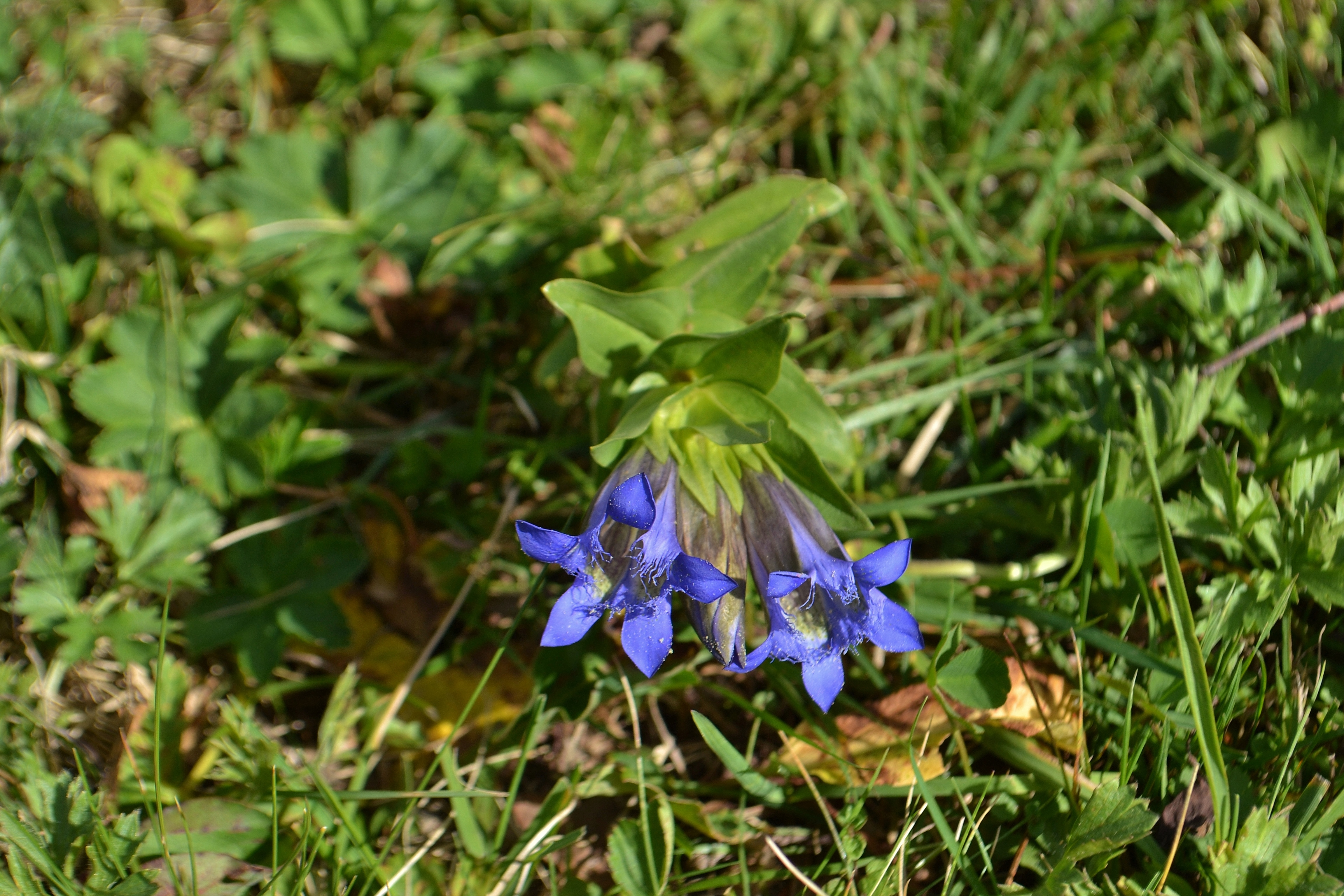
. Авадхара, Абхазия

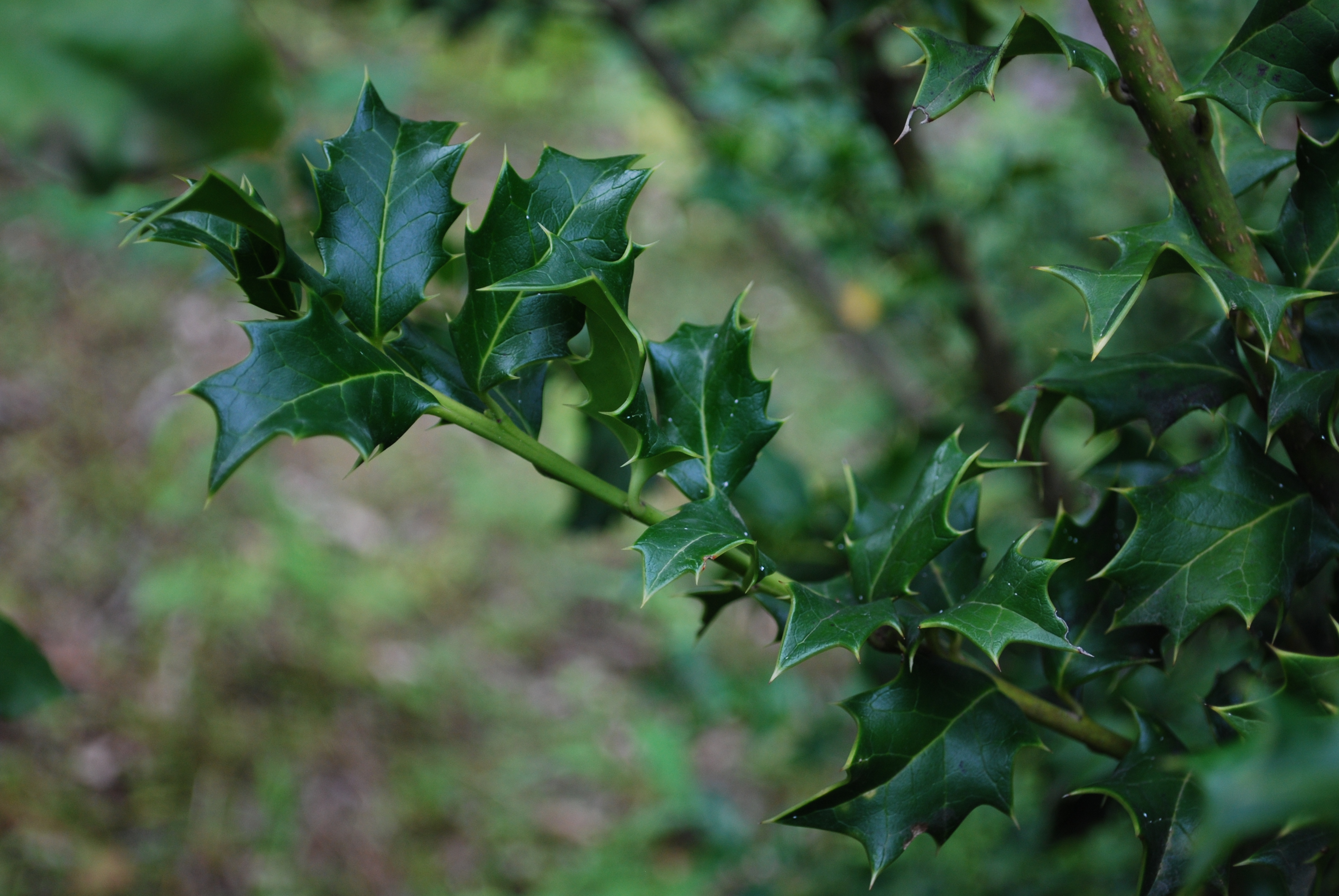
Падуб колхидский

В парке охраняются следующие виды растений:
- бук восточный (эндемик Западного Кавказа)
- пихта Нордмана (эндемик Западного Кавказа)
- клен Траутфеттера
- клен Сосновского
- самшит колхидский
- рододендрон понтийский
- лавровишня лекарственная
- падуб колхидский
- лептопус колхидский (занесен в Красную книгу России)

Также в заповеднике произрастает множество эндемиков среди травянистых растений, из которых 50 видов эндемичных для Абхазии. Это в основном растения известняковых скал, среди которых «царица абхазской флоры» кампанула или колокольчик удивительный, открытый Н. Альбовым в конце XIX века.

### Фауна
Животный мир заповедника также очень богат. Помимо обычных для Кавказа видов — бурый медведь, волк, лиса, кабан, косуля, здесь есть и эндемичные виды.
В высокогорье охраняются следующие виды животных:
- кавказский тур
- кавказская серна
- прометеева полевка

Из пернатых:
- горная индейка или улар
- азиатский кеклик (горная курочка)
- кавказский тетерев
- альпийская галка
- Из крупных хищников:
  - белоголовый сип
  - беркут
  - ягнятник (бородач)

Из пресмыкающихся:
- кавказская гадюка

В горно-лесной зоне изредка встречаются благородный олень и рысь, из пернатых кавказские виды сойки и снегиря. Из земноводных весьма редкая лягушка — кавказская крестовка и самый крупный кавказский подвид серой жабы, эндемичный малоазиатский тритон. В реках и озерах водится форель.

## Псху-Гумистинский заповедник
Псху-Гумистинский заповедник располагается в центральной части горной Абхазии. Он охватывает бассейн реки Гумисты, верховий реки Бзыбь и левобережье в устье реки Кодор.
Площадь заповедника составляет 40,018 тыс. га. В 1946 году стала заповедной Гумистинская часть. В 1971 году Скурчинская — близ устья Кодора и в 1978 году стало заповедным лесничество Псху.
Климат в основной части заповедника влажный от умеренно теплого до умеренно холодного (альпийский пояс в заповедную территорию не входит). Незначительная часть заповедника в низовьях Восточной Гумисты и в устье Кодора находятся в поясе теплого влажного колхидского климата субтропического типа, характерного для побережья Абхазии.

### Флора
Флора заповедника очень богата. Из древесных и кустарниковых здесь охраняется:
- восточный бук
- пихта Норманна(встречаются деревья с диаметром ствола до 2 м)
- граб кавказский
- ягодный тис(стволы отдельных деревьев достигают 1,5 метров в диаметре)
- колхидский самшит
- падуб колхидский
- лавровишня лекарственная
- рододендрон понтийский и желтый
- сасапариль высокий
- чёрная ольха

## Приложения
1. ↑  Официальный сайт Нацпарка. Дата обращения: 1 сентября 2021. Архивировано 6 мая 2021 года.